# Обвал фондового рынка (2020)
Обвал фондового рынка 2020 года — глобальное резкое снижение котировок на фондовых рынках, которое началось 20 февраля 2020 года во время пандемии COVID-19. Промышленный индекс Доу Джонса, индексы S&P 500 и Nasdaq-100 значительно снизились 27 февраля во время одной из худших торговых недель со времён финансового кризиса 2007—2008 годов. С 24 по 28 февраля фондовые рынки по всему миру мире сообщали о крупнейших однонедельных падениях после финансового кризиса 2007—2008 годов. Рынки в течение следующей недели (2—5 марта) стали чрезвычайно волатильными, с колебаниями 3 % или более за дневную сессию.
9 марта все три главных индекса Нью-Йоркской фондовой биржи упали более чем на 7 %, и большинство мировых рынков сообщили о серьёзных потерях. Причиной называли пандемию COVID-19 2019—2020 годов и войну цен на нефть между Россией и Саудовской Аравией. Это получило известность как «чёрный понедельник» и считалось сильнейшим падением со времён мирового экономического кризиса 2008 года.
В тот же день фьючерсы по биржевым индексам резко обвалились на фоне заявления президента Дональда Трампа, объявившего из-за пандемии о запрете въезда в США из стран ЕС. На следующий день, несмотря на обещание ФРС предоставить 1,5 триллион долларов для поддержки финансовой системы, индекс Доу Джонса снизился на 10 %, что стало крупнейшим падением индекса со времён чёрного понедельника 1987 года.
Через три дня произошло ещё одно падение — «чёрный четверг», — когда акции по всей Европе и Северной Америке упали более, чем на 9 %. Уолл-стрит пережила самое большое процентное падение за один день с чёрного понедельника в 1987 году, а индекс FTSE MIB Borsa Italiana упал более чем на 17 %, став самым сильно пострадавшим рынком в течение дня.
Несмотря на рост 13 марта (когда рынки показали свой лучший день с 2008 года), все три индекса Уолл-стрит упали более на 12 %, когда рынки вновь открылись 16 марта. Как минимум по одному национальному фондовом индексe во всех странах G7 и 14 стран G20 были объявлены в медвежьем тренде.
В марте 2020 года мировые запасы сократились как минимум на 25 %, а в большинстве стран G20 на 30 %. 20 марта Goldman Sachs предупредил, что ВВП США сократится на 29 % к концу 2-го квартала 2020 года и что безработица может взлететь как минимум до 9 %. Премьер-министр Австралии Скотт Моррисон назвал надвигающийся кризис сродни Великой депрессии.

## Период 19—21 февраля
В среду, 19 февраля 2020 года, Азиатско-Тихоокеанский и Европейский фондовые рынки закрылись в основном с повышением, в то время как индекс промышленный индекс Доу Джонса, Nasdaq Composite и S&P 500 достигли рекордных максимумов. Цены на нефть выросли на 2 %. Также доходность по 10-летним и 30-летним американским облигациям выросла на 2 %. Народный банк Китая и Центральный банк Турецкой Республики снизили свои ставки РЕПО на 10 и 50 базисных пунктов соответственно, а Центральный банк Аргентины снизил свою банковскую ставку на 400 базисных пунктов.
20 февраля фондовые рынки по всему миру закрылись в основном с понижением, при этом цены на нефть упали на 1 %, а доходность по 10-летним и 30-летним американским облигациям снизилась на 1,51 % и 1,96 % соответственно. Банк Индонезии снизил ставку «овернайт» на 25 базисных пунктов. Центральный Банк Бразилии объявил, что 16 марта он сократит свои резервные требования с 31 % до 25 %, что высвободит 135 млрд реалов (эквивалент 29 млрд долларов) из замороженных резервов.
21 февраля фондовые рынки по всему миру закрылись с понижением, в то время как цены на нефть падали и доходность по 10-летним и 30-летним США казначейским ценным бумагам упала до 1,45 % и 1,89 % соответственно (при этом 30-летний финиш стал рекордным минимумом).

## Период 24—28 февраля
В понедельник, 24 февраля 2020 года, стало известно, что за выходные распространение COVID-19 значительно усилилось за пределами Китая. Повсеместно фондовые индексы снижались. DAX, CAC 40 и IBEX 35 упали на 4 %, а FTSE MIB — более на 5 %, Доу Джонса, FTSE 100 упали более на 3 %. Произошло значительное падение цен на нефть и значительное повышение цен на золото, до 7-летнего максимума. Доходность по 10-летним и 30-летним США Казначейские ценные бумаги упали на 1,36 % и 1,81 % соответственно.
25 февраля цены на нефть упали до самого низкого уровня более чем за год, а доходность 10-летних и 30-летних казначейских ценных бумаг США упала до новых рекордных минимумов — 1,31 % и 1,80 % соответственно. Министр финансов Индонезии Шри Муляни объявил о программе финансового стимулирования на сумму 742 млн долларов.
26 февраля цены на нефть падают уже четвёртую сессию подряд, а доходности по 10-летним и 30-летним американским облигациям снижаются. Казначейские ценные бумаги упали на 1,30 % и 1,80 % соответственно. Банк Кореи отказался снижать ставку «овернайт».
27 февраля из-за растущего беспокойства по поводу вспышки COVID-19 фондовые рынки в Азиатско-Тихоокеанском регионе и Европе снизились на 5 %, а индексы NASDAQ-100, S&P 500 и Dow Jones Industrial Average показали своё самое резкое падение с 2008 года (и падение Dow на 1191 пункт, самое большое однодневное падение с момента финансового кризиса 2008 года). Цены на нефть продолжили падение, доходность на 10-летних и 30-летних рынках США Казначейские ценные бумаги упали на 1,28 % и 1,77 % соответственно. Президент Европейского центрального банка Кристин Лагард указала, что, хотя Европейский Центральный банк наблюдает за вспышкой болезни, она ещё не оказывает долгосрочного воздействия на инфляцию и, следовательно, пока не требует ответных мер денежно-кредитной политики.
28 февраля фондовые рынки во всем мире сообщили о своём крупнейшем недельном снижении с момента финансового кризиса 2008 года, в то время как нефтяные фьючерсы показали своё самое большое недельное снижение с 2009 года и доходность по 10-летним и 30-летним американским фьючерсам. Казначейские ценные бумаги упали до новых рекордных минимумов — 1,12 % и 1,30 % соответственно. Уходящий глава Банка Англии Марк Карни заявил, что на британскую экономику (которая пережила стагнацию и спад производства автомобилей в 4 квартале 2019 года) повлияла вспышка болезни, поскольку она в значительной степени зависит от доходов от туризма и международных производственных линий поставок. Председатель Федеральной резервной системы Джером Пауэлл заявил, что вспышка болезни создаёт «эволюционирующие риски для экономической активности» и что Федеральная резервная система будет использовать денежно-кредитную политику, чтобы «действовать соответствующим образом для поддержки экономики», но что «Фундаментальные основы американской экономики остаются сильными.»
В конечном счёте, с 24 по 28 февраля фондовые рынки во всём мире резко упали на несколько процентных пунктов, в то время как на Уолл-стрит индексы упали более на 10 %. Это была самая быстрая коррекция в истории рынка с небывалого максимума. Внезапное падение цен в конце февраля объясняли опасениями, что карантин в Китае, введённый государством для борьбы с пандемией COVID-19, может вызвать глобальный экономический шок. Сообщения о распространении вирусов в Южной Корее, Италии и Иране также вызвали страх у инвесторов, что привело к массовым распродажам на фондовых рынках Азиатско-Тихоокеанского региона и Европы.

## Период 2—6 марта
Накануне в выходные управляющий Банком Японии Харухико Курода заявил, что Банк Японии будет «стремиться стабилизировать рынки и предлагать достаточную ликвидность посредством рыночных операций и покупки активов», а Банк Японии впоследствии объявил, что он выкупит государственные облигации на сумму до 500 млрд йен (4,6 млрд долларов).
В понедельник 2 марта европейские и Азиатско-Тихоокеанские фондовые рынки в основном за счёт роста компенсировали потери предыдущей недели, в Соединённых Штатах индекс S&P 500 вырос на 3,9 %, NASDAQ Composite — на 3,7 %, а Dow Jones Industrial Average вырос на 1126 пунктов (или на 4,4 %; это самый большой однодневный прирост с 2009 года). Нефтяные фьючерсы показали свой самый большой дневной прирост в 2020 году, в то время как доходность 10-летних и 30-летних казначейских ценных бумаг США упала до 1,03 % и 1,62 % соответственно.
3 марта министры финансов и руководители центральных банков стран Большой семёрки опубликовали совместное заявление, в котором «подтвердили нашу приверженность использованию всех соответствующих инструментов политики» для устранения социально-экономических последствий вспышки болезни, включая «фискальные меры там, где это уместно», при этом центральные банки «продолжают выполнять свои мандаты, поддерживая тем самым стабильность цен и экономический рост».
В тот же день, Резервный банк Австралии и Центральный банк Малайзии объявили о снижении ставки овернайт на 25 базисных пунктов (что привело австралийскую ставку к самому низкому уровню в истории). Банк Индонезии объявил, что он сократит свои резервные требования с 8 до 4 процентов, начиная с 16 марта, в то время как Народный банк Китая отказался проводить валютные интервенции. Министр финансов Южной Кореи Хон Нам-Ки объявил о программе фискального стимулирования в размере 11,7 трлн йен (9,8 млрд долларов).
Также 3 марта, в связи с тем, что Банк Мексики отказался от дальнейшего снижения своей ставки овернайт после снижения на 25 базисных пунктов 13 февраля, министр финансов Мексики Артуро Эррера Гутьеррес объявил о программе фискального стимулирования для ускорения государственных расходов. Федеральный комитет по открытому рынку понизил целевую ставку по федеральным фондам на 50 базисных пунктов, а председатель Федеральной резервной системы Пауэлл заявил, что Центральный банк «увидел риск для перспектив экономики и решил действовать и что масштабы и постоянство общего эффекта [вспышки] на экономику США остаётся крайне неопределённой». На момент закрытия торгов 3 марта европейские и Азиатско-Тихоокеанские фондовые рынки в основном выросли, но индекс S&P 500, индекс NASDAQ Composite и индекс Dow Jones Industrial Average упали (причём индекс Dow поглотил более чем на две трети прирост предыдущего дня). Нефтяные фьючерсы выросли, а доходность по 10-летним и 30-летним казначейским ценным бумагам США упала до рекордных минимумов 0,91 % и 1,60 % соответственно (причём падение ниже 1 % по 10-летним ценным бумагам произошло впервые в истории).
4 марта фондовые рынки Азиатско-Тихоокеанского региона и Европы продолжили в основном расти (причём только KOSPI вырос на 2 %), в то время как индекс S&P 500 вырос на 4,2 %, NASDAQ Composite — на 3,8 %, а Dow Jones Industrial Average отыграл падение предыдущего дня, поднявшись на 1173 пункта (рост на 4,5 %). Однако нефтяные фьючерсы упали и доходность по 10-летним и 30-летним американским контрактам. Казначейские ценные бумаги завершили торги на уровне 0,99 % и 1,64 % соответственно. Банк Канады и денежно-кредитное управление Саудовской Аравии объявили о снижении на 50 базисных пунктов своих ставок овернайт и РЕПО соответственно, управляющий директор Международного Валютного Фонда Кристалина Георгиева объявила о программе Чрезвычайной кредитной линии в размере 50 млрд долларов США для оказания помощи странам с низким доходом и формирующимся рынком в принятии политических мер реагирования на эпидемию, а Центральный Банк Бразилии объявил, что он проведёт аукцион валютных свопов на сумму до 1 миллиарда долларов.
5 марта фондовые рынки Азиатско-Тихоокеанского региона продолжали расти, но индексы S&P 500, NASDAQ Composite и Dow Jones Industrial Average упали более чем на 3 %. Фьючерсы на нефть выросли после сообщений о том, что ОПЕК согласилась на сокращение добычи с Россией, в то время как доходность 10-летних и 30-летних американских фьючерсов выросла. Казначейские ценные бумаги упали на 0,91 % и 1,54 % соответственно. Центральный банк Аргентины снизил свою банковскую ставку ещё на 200 базисных пунктов, и после отказа от снижения своей ставки овернайт 27 февраля. Банк Кореи возобновил соглашение о валютном свопе с банком Индонезии.
6 марта цены на нефть упали на 9 % (самое большое однодневное падение цен за 11 лет), в то время как доходность по 10-летним и 30-летним американским облигациям упала на 10 %. Казначейские ценные бумаги упали до новых рекордных минимумов под 0,71 % и 1,22 % соответственно. Президент США Дональд Трамп подписал закон о чрезвычайных ассигнованиях и противодействии пандемии, включающий в себя государственные расходы на сумму 8,3 миллиарда долларов.

## Российско-аравийская война цен на нефть
Сокращение спроса на поездки и отсутствие производственной активности из-за пандемии COVID-19 в 2019—2020 годах существенно повлияли на спрос на нефть, вызвав падение её цен.
В середине февраля Международное энергетическое агентство прогнозировало, что рост спроса на нефть в 2020 году будет самым низким с 2011 года. Спад спроса в Китае привёл к тому, что на заседании Организации стран-экспортёров нефти (ОПЕК) обсуждалась возможность сокращения добычи, чтобы учесть снижение спроса. После встречи в Вене 5 марта 2020 года картель заключил предварительное соглашение о сокращении добычи нефти на 1,5 млн баррелей в день, что стало бы самым низким уровнем со времён Иракской войны.
После того как 6 марта ОПЕК и Россия не смогли договориться о сокращении добычи нефти, 7 марта Саудовская Аравия и Россия объявили об увеличении добычи нефти. В результате цены на нефть упали на 25 процентов.
8 марта Саудовская Аравия неожиданно объявила, что увеличит добычу сырой нефти и продаст её со скидкой (6-8 долларов за баррель) покупателям в Азии, США и Европе, поскольку Россия сопротивлялась призывам сократить добычу. Самые большие скидки были направлены на российских потребителей нефти в Северо-Западной Европе.
До этого объявления цена на нефть упала более чем на 30 % с начала года, а после объявления Саудовской Аравии она упала ещё на 30 %, хотя позже несколько восстановилась. Цена на нефть марки Brent в ночь на 8 марта пережила самое большое падение со времён войны в Персидском заливе 1991 года. Кроме того, цена West Texas Intermediate упала до самого низкого уровня с февраля 2016 года.
Эксперт по энергетике Боб Макнелли отмечал: «Впервые с 1930-х и 31-го годов массовый шок отрицательного спроса совпал с шоком предложения». В этом случае речь шла о тарифном акте Смута — Хоули, ускорившем коллапс в международной торговле во время Великой Депрессии, совпавший с открытием нефтяного месторождения Восточного Техаса во время техасского нефтяного бума. Опасения по поводу российско-саудовской войны цен на нефть вызвали резкое падение цен в США. Акции также оказали особое влияние на американских производителей сланцевой нефти.

## Период 9—13 марта

### Чёрный понедельник (9 марта)
Перед началом торгов Dow Jones Industrial Average согласно предварительным заявкам должен был снизится на 1300 пунктов из-за падения цены на нефть, описанном выше, вызвав автоматическую остановку торговли на 15 минут. Это прогнозируемое падение было одним из сильнейших падений за один день. Когда рынок открылся, индекс Dow Jones Industrial Average упал на 1800 пунктов. В итоге индекс потерял более 2000 пунктов. Издание News International охарактеризовало это как «самое большое падение за всю историю внутридневной торговли». Акции нефтяных компаний Chevron и ExxonMobil упали более чем на 15 %. NASDAQ Composite потерял более 620 пунктов. S&P 500 упал на 7,6 %. Цены на нефть упали на 22 %, а доходность 10-летних и 30-летних казначейских ценных бумаг США упала ниже 0,40 % и 1,02 % соответственно. Канадский индекс S&P/TSX Composite завершил день падением более чем на 10 %. Бразильский IBOVESPA потерял 12 %, что нивелировало более чем 15-месячный предыдущий рост. Австралийский ASX 200 потерял 7,3 % — самое большое ежедневное падение с 2008 года, хотя позже в тот же день он восстановился. Лондонский индекс FTSE 100 потерял 7,7 % — сильнейшее падение со времён финансового кризиса 2008 года. BP и Shell Oil испытали внутридневное падение цен почти на 20 %. FTSE MIB, CAC 40 и DAX также упали на 11,2 %, 8,4 % и 7,9 % соответственно. Индекс STOXX Europe 600 упал более на 20 % ниже своего пика в начале года.
На ряде азиатских рынков (Японии, Сингапуре, Филиппинах и Индонезии) акции упали более чем на 20 % от своих самых последних пиков. В Японии индекс Nikkei 225 упал на 5,1 %. В Сингапуре индекс Straits Times упал на 6,03 %. В Китае индекс CSI 300 потерял 3 %. В Гонконге индекс Hang Seng просел на 4,2 %. В Пакистане PSX пережил самое большое внутридневное падение за всю историю страны, потеряв 2302 пункта или 6,0 %. Рынок закрылся падением индекса KSE 100 на 3,1 %. В Индии индекс BSE SENSEX закрылся с потерей 1,942 пунктов, индекс NSE Nifty 50 снизился на 538 пунктов.
Газета Washington Post утверждала, что беспорядки, связанные с COVID-19, могут спровоцировать крах корпоративного долгового пузыря, активировав и усугубив рецессию. Центральный Банк России объявил, что приостановит закупки иностранной валюты на внутренних рынках на 30 дней, в то время как Центральный банк Бразилии выставил на рынок дополнительно 3,465 млрд долларов, а Банк Мексики увеличил свою программу валютных аукционов с 20 млрд до 30 млрд долларов. После объявления 2 декабря программы фискального стимулирования на сумму 120 млрд долларов, премьер-министр Японии Синдзо Абэ объявил о дополнительных государственных расходах, а министр финансов Индонезии Шри Муляни также объявил о дополнительных стимулах.

#### Этимология
Поскольку хештег #BlackMonday был в тренде в «Twitter», новостные организации, такие как Associated Press, The Economist, и Yahoo Finance UK приняли этот термин в день его появления. В то время как Guardian первоначально называла его «Чёрным понедельником», они также позже назвали его «чёрным понедельником 2020 года», чтобы отличить его от краха 1987 года. Associated Press также цитирует аналитика австралийской финансовой компании OFX, который сказал:

Смесь шоков привела рынки в неистовство, в то, что можно описать только как «Черный понедельник»… Сочетание войны цен на нефть между Россией и Саудовской Аравией, обвала акций и эскалации проблем с коронавирусом создали убийственный коктейль, чтобы усугубить похмелье на прошлой неделе.

### Чёрный четверг (12 марта)
Чёрный четверг стал продолжение глобального падения фондового рынка 2020 года. Американские фондовые рынки пострадали от наибольшего однодневного падения с момента обвала фондового рынка в 1987 году. После чёрного понедельника тремя днями ранее, чёрный четверг был вызван заявлением президента США Дональда Трампа, в котором он объявил 30-дневний запрет на поездки в США из Шенгенской зоны. Кроме того, Европейский центральный банк под руководством Кристины Лагард решил не сокращать процентные ставки, несмотря на ожидания рынка. Это привело к падению фьючерсов S&P 500 более на 200 пунктов менее чем за час.
Банк Индонезии объявил о покупках на открытом рынке государственных облигаций на сумму 4 трлн рупий (276,53 млн долларов). В то время как управляющий Банка Индонезии Перри Варджийо заявил, что покупки государственных облигаций Банка Индонезии на открытом рынке выросли до 130 трлн рупий в год и 110 трлн рупий с конца января. Несмотря на отказ от снижения ставки по депозитам, Европейский центральный банк увеличил покупки активов на 120 млрд евро (135 млрд долларов). В то время как Федеральная резервная система объявила о 1,5 трлн долларов США в сделках на открытом рынке. Премьер-министр Австралии Скотт Моррисон объявил о пакете финансовых стимулов на сумму 17,6 млрд долларов.
Азиатско-тихоокеанские фондовые рынки закрылись с падением более на 20 % (Nikkel 225, Nang Seng, IDX). Европейские фондовые рынки закрылись падением в среднем на 11 %. FTSE 100, DAX, CAC 40 и FTSE MIB в итоге потеряли более 20 % от пиковых показателей. Индекс Доу Джонса падением на 10 % перекрыл однодневный рекорд, установленный 9 марта. NASDAQ Compocite упал на 9,4 %, а S&S 500 — на 9,5 % (для NASDAQ Compocite и S&S 500 общее падение от пика также составило более 20 %). Это спровоцировало остановку торговли на Нью-Йоркской фондовой бирже второй раз за неделю. Цены на нефть упали на 8 %, в то же время как доходность 10-летних и 30-летних казначейских ценных бумаг США увеличилась до 0,86 % и 1,45 %.